# 소영이 즈그 엄마
《소영이 즈그 엄마》는 MBC에서 1999년 7월 9일에 방영된 베스트극장으로, 남해의 한 어촌을 배경으로 백치 엄마와 조숙하고 야무진 초등학교 1학년생 딸의 전도된 모녀관계, 그리고 이들 사이에 무뚝뚝한 어부가 등장하면서 펼치는 진솔한 사랑을 담았다.

## 줄거리
소영(김희정 분)은 남해의 한 작은 분교 1학년에 다니는 아이다. 스물여섯 살인 영숙(서유정 분)은 열여덟 살에 사랑하던 한 남자의 아이 소영을 낳지만, 소영이 태어나기도 전에 버림을 받는다. 영숙은 뛰어난 미모지만 초등학교 2학년 지능밖에 안 되는 순진한 여자다. 엄마 탓에 소영은 일찌감치 다른 아이들과 다르게 영악한 아이가 되어 엄마를 돌보며 살아가고 있다. 어느 날 영숙이 정의감 넘치는 터프가이 광식(손현주 분)과 사랑에 빠지면서 소영의 고민은 시작된다.

## 등장 인물
- 서유정 : 영숙 역
- 손현주 : 광식 역
- 김희정 : 소영 역
- 김지영
- 홍순창
- 이원재
- 이은철
- 함신영
- 김영준 : 명구 역 - 소영의 친구